# Сисехт
Сисе́хт (Дехбозоргсисахт, перс. سي سخت‎) — небольшой город на юго-западе Ирана, в провинции Кохгилуйе и Бойерахмед. Административный центр шахрестана Дена. На 2006 год население составляло 6342 человека; в национальном составе преобладают персы, в конфессиональном — мусульмане-шииты.
Альтернативные названия: Си Се́хт, Дебозо́рг-э-Сисе́хт, Де-э-Бозо́рг Сисе́хт, Дебозо́рг-э-Сиса́хт.

## География
Город находится в восточной части Кохгилуйе и Бойерахмеда, в горной местности западного Загроса, на высоте 2 250 метров над уровнем моря.
Сисехт расположен на расстоянии приблизительно 22 километров к северо-западу от Ясуджа, административного центра провинции и на расстоянии 525 километров к югу от Тегерана, столицы страны.

## История
При раскопках, на территории города, были найдены обломки керамики, относящиеся ко II тысячелетию до н. э.